# Campionato europeo rallycross 2021
La stagione 2021 del campionato europeo rallycross è stata la quarantaseiesima edizione del campionato gestito dalla FIA. È iniziata il 23 luglio sul circuito di Catalogna a Montmeló, in Spagna, e si è conclusa il 17 ottobre sul  tracciato di Montalegre a Montalegre, in Portogallo; la serie era costituita da 5 eventi disputatisi in altrettanti differenti nazioni, tutte svoltesi in concomitanza con gli appuntamenti dal campionato del mondo.
Il campionato vide la presenza della classe regina RX1 e della serie cadetta RX3, sino al 2020 chiamate rispettivamente Supercar e Super1600.
Il titolo continentale nella categoria RX1 venne conquistato dal norvegese Andreas Bakkerud al volante di una Škoda Fabia, precedendo in classifica il francese Fabien Pailler su Peugeot 208 e il lettone Jānis Baumanis, compagno di squadra di Bakkerud. Nella classe RX3 il campionato venne invece dominato dal russo/svizzero Yuri Belevskiy, il quale vinse quattro gare su cinque sopravanzando il belga Kobe Pauwels e il connazionale Marat Knjazev, tutti alla guida di una Audi A1.

## Calendario
Il campionato, nella sua versione definitiva approvata a fine maggio del 2021, prevedeva in totale sei appuntamenti da disputarsi in altrettanti differenti nazioni, di cui quattro validi per la categoria RX1 e cinque per la RX3.
| Calendario definitivo | Calendario definitivo | Calendario definitivo                | Calendario definitivo            | Calendario definitivo                       | Calendario definitivo |
| Gara                  | Data                  | Evento                               | Circuito                         | Località                                    | Categorie             |
| --------------------- | --------------------- | ------------------------------------ | -------------------------------- | ------------------------------------------- | --------------------- |
| 1                     | 23–24 luglio          | Euro RX of Catalunya-Barcelona       | Circuito di Catalogna            | Montmeló, Catalogna                         | RX3                   |
| 2                     | 21–22 agosto          | Euro RX of Sweden                    | Höljesbanan                      | Höljes, Torsby, contea di Värmland          | RX1 RX3               |
| 3                     | 4–5 settembre         | Bretagne Euro RX of Lohéac           | Circuito di Lohéac               | Lohéac, Bretagna                            | RX1 RX3               |
| 4                     | 18–19 settembre       | Ferratum Euro RX of Riga             | Biķernieku Kompleksā Sporta Bāze | Riga                                        | RX1                   |
| 5                     | 9–10 ottobre          | Benelux Euro RX of Spa-Francorchamps | Circuito di Spa-Francorchamps    | Francorchamps, Stavelot, provincia di Liegi | RX1 RX3               |
| 6                     | 16–17 ottobre         | Cooper Tires Euro RX of Montalegre   | Pista Automóvel de Montalegre    | Montalegre, Região Norte                    | RX3                   |

| Eventi cancellati       | Eventi cancellati | Eventi cancellati         | Eventi cancellati | Eventi cancellati | Eventi cancellati |
| Evento                  | Circuito          | Località                  | Data prevista     | note |                   |
| ----------------------- | ----------------- | ------------------------- | ----------------- | --- | ----------------- |
| Rallycross di Finlandia | Kouvola Circuit   | Kouvola, Kymenlaakso      | 19–20 giugno      | Cancellato a fine marzo 2021 per le restrizioni sui viaggi e/o i protocolli sanitari imposti dalla pandemia di COVID-19.  |                   |
| Rallycross di Norvegia  | Lånkebanen        | Hell, Stjørdal, Trøndelag | 12–13 giugno      | Cancellato a metà maggio 2021 per le restrizioni sui viaggi e/o i protocolli sanitari imposti dalla pandemia di COVID-19. |                   |
| Fonti                   |                   |                           |                   | |                   |

### Cambiamenti nel calendario rispetto alla stagione 2020
Nella sua prima versione, approvata il 16 dicembre 2020, il calendario prevedeva 7 appuntamenti, con alcune novità rispetto alla stagione 2020 che fu pesantemente condizionata dalla pandemia di COVID-19: 
- Il reinserimento dei Rallycross del Benelux, del Rallycross di Norvegia e del Rallycross di Francia, tutti presenti nel programma iniziale del 2020 ma cancellati durante l'anno a causa della pandemia.[1]

### Cambiamenti nel calendario dovuti alla pandemia da COVID-19
Verso la fine di marzo del 2021 venne rivisto il calendario e pubblicato con alcune modifiche rispetto alla versione iniziale annunciata a metà dicembre 2020:
- Venne escluso dal programma il Rallycross di Finlandia, tornato in calendario nel 2020 dopo 6 anni di assenza, a causa elle restrizioni sui viaggi e/o i protocolli sanitari imposti dalla pandemia di COVID-19 e anche per la difficoltà a reperire date alternative in un periodo ristretto dell'anno.
- Il rallycross del Benelux, previsto come gara inaugurale a fine maggio, venne spostato ai primi di ottobre, mentre quello di Lettonia passò da agosto a settembre.

La versione definitiva del calendario venne annunciata a metà maggio con alcuni ulteriori cambiamenti:
- Venne definitivamente annullato il rallycross di Norvegia, previsto come evento iniziale della serie, e il suo posto venne preso dal Rallycross del Portogallo, al ritorno nel mondiale dopo un anno di assenza, il quale venne inserito come gara conclusiva del campionato.
- Il rallycross di Svezia venne spostato dai primi di luglio alla fine di agosto.

### Cambiamenti nel calendario a stagione in corso
- Il rallycross del Portogallo venne anticipato di una settimana e si svolse il 16 e il 17 ottobre.[5]

## Squadre e piloti

### Classe RX1[6]
| Costruttore | Vettura           | Squadra                           | Pneumatici | N°  | Pilota                | Gare   |
| ----------- | ----------------- | --------------------------------- | ---------- | --- | --------------------- | ------ |
| Audi        | Audi S1           | Karai Motorsport Sportegyesület   | C          | 73  | Támas Kárai           | Tutte  |
| Citroën     | Citroën DS3       | Romuald Delaunay                  | C          | 76  | Romuald Delaunay      | 2–3    |
| Citroën     | Citroën DS3       | Ydeo Competition                  | C          | 35  | Benoît Fretin         | 3      |
| Citroën     | Citroën DS3       | Stéphane De Ganay                 | C          | 47  | Stéphane De Ganay     | 3, 5   |
| Citroën     | Citroën DS3       | David Meslier                     | C          | 68  | David Meslier         | 3      |
| Ford        | Ford Fiesta       | Oponeo                            | C          | 44  | Dariusz Topolewski    | Tutte  |
| Ford        | Ford Fiesta       | Oponeo                            | C          | 88  | Marcin Gagacki        | Tutte  |
| Ford        | Ford Fiesta       | TSK Baltijos Sportas              | C          | 55  | Paulius Pleskovas     | Tutte  |
| Ford        | Ford Fiesta       | Nyírad Motorsport KFT             | C          | 50  | Attila Mózer          | 3–5    |
| Hyundai     | Hyundai i20       | Patrick Guillerme                 | C          | 83  | Patrick Guillerme     | 2–3, 5 |
| Hyundai     | Hyundai i20       | Hans-Jøran Østreng                | C          | 85  | Hans-Jøran Østreng    | Tutte  |
| Hyundai     | Hyundai i20       | Hedström Motorsport               | C          | 8   | Peter Hedström        | 4      |
| Peugeot     | Peugeot 208       | Jonathan Pailler                  | C          | 18  | Jonathan Pailler      | Tutte  |
| Peugeot     | Peugeot 208       | Pascal Lambec                     | C          | 19  | Pascal Lambec         | 2–3    |
| Peugeot     | Peugeot 208       | Fabien Pailler                    | C          | 20  | Fabien Pailler        | Tutte  |
| Peugeot     | Peugeot 208       | Andréa Dubourg                    | C          | 23  | Andréa Dubourg        | Tutte  |
| Peugeot     | Peugeot 208       | Jean-Baptiste Dubourg             | C          | 87  | Jean-Baptiste Dubourg | 2–3    |
| Peugeot     | Peugeot 208       | Emmanuel Anne                     | C          | 29  | Emmanuel Anne         | 3      |
| Peugeot     | Peugeot 208       | Laurent Bouliou                   | C          | 95  | Laurent Bouliou       | 3      |
| Peugeot     | Peugeot 208       | Anthony Pelfrene                  | C          | 112 | Anthony Pelfrene      | 3      |
| Renault     | Renault Clio      | CSUCSU                            | C          | 7   | CSUCSU                | Tutte  |
| SEAT        | SEAT Ibiza        | ALL-INKL.COM Münnich Motorsport   | C          | 38  | Mandie August         | Tutte  |
| SEAT        | SEAT Ibiza        | ALL-INKL.COM Münnich Motorsport   | C          | 77  | René Münnich          | 2–3, 5 |
| Škoda       | Škoda Fabia       | ESMotorsport                      | C          | 6   | Jānis Baumanis        | Tutte  |
| Škoda       | Škoda Fabia       | ESMotorsport                      | C          | 13  | Andreas Bakkerud      | 4      |
| Škoda       | Škoda Fabia       | GFS Motorsport Egyesület / ES K&N | C          | 13  | Andreas Bakkerud      | 2      |
| Škoda       | Škoda Fabia       | KRTZ Motorsport ACCR Czech Team   | C          | 13  | Andreas Bakkerud      | 3, 5   |
| Škoda       | Škoda Fabia       | Edijs Ošs                         | C          | 80  | Edijs Ošs             | 4      |
| Volkswagen  | Volkswagen Beetle | Eklund Motorsport                 | C          | 75  | Per Eklund            | 2      |
| Volkswagen  | Volkswagen Polo   | KRTZ Motorsport ACCR Czech Team   | C          | 11  | Aleš Fučik            | 2, 4   |
| Volkswagen  | Volkswagen Polo   | Hedströms Motorsport              | C          | 12  | Anders Michalak       | 2, 4–5 |
| Volkswagen  | Volkswagen Polo   | Hedströms Motorsport              | C          | 16  | Anton Marklund        | 2, 4   |
| Volkswagen  | Volkswagen Polo   | Thomas Bryntesson                 | C          | 16  | Thomas Bryntesson     | 2, 4   |
| Volkswagen  | Volkswagen Polo R | David Nordgård                    | C          | 9   | David Nordgård        | 2      |
| Volkswagen  | Volkswagen Polo R | Sivert Svardal                    | C          | 24  | Sivert Svardal        | Tutte  |
| Note:       |                   |                                   |            |     |                       |        |

### Classe RX3[11]
| Costruttore | Vettura         | Squadra                  | Pneumatici | N°  | Pilota                  | Gare   |
| ----------- | --------------- | ------------------------ | ---------- | --- | ----------------------- | ------ |
| Audi        | Audi A1         | Damian Litwinowicz       | C          | 6   | Damian Litwinowicz      | Tutte  |
| Audi        | Audi A1         | Speedy Motorsport        | C          | 18  | Zsolt Szíjj Jolly       | 1–3    |
| Audi        | Audi A1         | Volland Racing KFT       | C          | 22  | Kobe Pauwels            | Tutte  |
| Audi        | Audi A1         | Volland Racing KFT       | C          | 54  | Marat Knjazev           | Tutte  |
| Audi        | Audi A1         | Volland Racing KFT       | C          | 89  | Timur Šigabutdinov      | Tutte  |
| Audi        | Audi A1         | Volland Racing KFT       | C          | 95  | Yuri Belevskiy          | Tutte  |
| Audi        | Audi A1         | Per Magne Egebø-Svardal  | C          | 13  | Per Magne Egebø-Svardal | 2, 5   |
| Audi        | Audi A1         | Automax Motorsport       | C          | 23  | Radoslaw Raczkowski     | 5      |
| Audi        | Audi A1         | Nuno Araújo              | C          | 108 | Nuno Araújo             | 6      |
| Citroën     | Citroën C2      | Maximilien Eveno         | C          | 75  | Maximilien Eveno        | 3      |
| Citroën     | Citroën C2      | Hélder Ribeiro           | C          | 122 | Hélder Ribeiro          | 6      |
| Ford        | Ford Fiesta     | Sebastian Høidalen       | C          | 5   | Sebastian Høidalen      | 2      |
| Ford        | Ford Fiesta     | Martin Kjær              | C          | 91  | Martin Kjær             | 2      |
| Peugeot     | Peugeot 208     | Espen Isaksætre          | C          | 8   | Espen Isaksætre         | 2      |
| Peugeot     | Peugeot 208     | Antonio Sousa            | C          | 129 | Antonio Sousa           | 6      |
| Peugeot     | Peugeot 208     | Joaquim Machado          | C          | 146 | Joaquim Machado         | 6      |
| Peugeot     | Peugeot 108     | Pedro Ribeiro            | C          | 44  | Pedro Ribeiro           | 3, 6   |
| Renault     | Renault Twingo  | RS Racing Team           | C          | 20  | Siim Saluri             | 1      |
| Renault     | Renault Twingo  | Dylan Dufas              | C          | 9   | Dylan Dufas             | 2–3    |
| Renault     | Renault Twingo  | Meunier Competition      | C          | 28  | Clément Picard          | 3, 5   |
| Renault     | Renault Twingo  | Meunier Competition      | C          | 161 | Frédéric Moreau         | 3      |
| Renault     | Renault Twingo  | Sergio Dias              | C          | 125 | Sergio Dias             | 6      |
| Škoda       | Škoda Citigo    | PAJR s.r.o               | C          | 11  | Jan Černý               | Tutte  |
| Škoda       | Škoda Fabia     | KREDA                    | C          | 14  | Kasparas Navickas       | 1–2    |
| Škoda       | Škoda Fabia     | Automax Motorsport       | C          | 23  | Radoslaw Raczkowski     | 1–3    |
| Škoda       | Škoda Fabia     | Josef Šusta              | C          | 61  | Jiří Šusta              | 1–3, 5 |
| Škoda       | Škoda Fabia     | ADAC Team Weser-Ems e.V. | C          | 86  | Lukas Ney               | 1–3    |
| Škoda       | Škoda Fabia     | Jihočeský Autoklub V AČR | C          | 96  | Marcel Suchý            | 1–2, 5 |
| Škoda       | Škoda Fabia     | Ligur Racing             | C          | 10  | Janno Ligur             | 2–3    |
| Škoda       | Škoda Fabia     | Alexander Hvaal          | C          | 60  | Marius Solberg Hansen   | 2      |
| Škoda       | Škoda Fabia     | Jérémy Lambec            | C          | 66  | Jérémy Lambec           | 2–3    |
| Škoda       | Škoda Fabia     | João Ribeiro             | C          | 99  | João Ribeiro            | 6      |
| Škoda       | Škoda Fabia     | Leonel Sampaio           | C          | 147 | Leonel Sampaio          | 6      |
| Volkswagen  | Volkswagen Polo | KRTZ Motorsport          | C          | 58  | Dominik Senegacnik      | 2      |
| Note:       |                 |                          |            |     |                         |        |

## Risultati e statistiche
| Gara | Nome gara                                                       | Vincitori | Vincitori | Vincitori         | Vincitori                                     | Vincitori    | Vincitori    | Statistiche  |
| Gara | Nome gara                                                       | Categoria | N°        | Pilota            | Squadra e vettura                             | Tempo finale | Punti totali | Partecipanti |
| ---- | --------------------------------------------------------------- | --------- | --------- | ----------------- | --------------------------------------------- | ------------ | ------------ | ------------ |
| 1    | Euro RX of Catalunya-Barcelona (23–24 luglio) — Resoconto       | RX3       | 95        | Yuri Belevskiy    | Volland Racing KFT (Audi A1)                  | 4'57"759     | 30           | 13           |
|      |                                                                 |           |           |                   |                                               |              |              |              |
| 2    | Swecon Euro RX of Sweden (21–22 agosto) — Resoconto             | RX1       | 16        | Thomas Bryntesson | Thomas Bryntesson (Volkswagen Polo)           | 4'27"212     | 30           | 24           |
| 2    | Swecon Euro RX of Sweden (21–22 agosto) — Resoconto             | RX3       | 95        | Yuri Belevskiy    | Volland Racing KFT (Audi A1)                  | 4'39"714     | 30           | 21           |
|      |                                                                 |           |           |                   |                                               |              |              |              |
| 3    | Bretagne Euro RX of Lohéac (4–5 settembre) — Resoconto          | RX1       | 77        | René Münnich      | ALL-INKL.COM Münnich Motorsport (SEAT Ibiza)  | 3'48"003     | 27           | 25           |
| 3    | Bretagne Euro RX of Lohéac (4–5 settembre) — Resoconto          | RX3       | 22        | Kobe Pauwels      | Volland Racing KFT (Audi A1)                  | 3'54"197     | 29           | 17           |
|      |                                                                 |           |           |                   |                                               |              |              |              |
| 4    | Ferratum Euro RX of Riga (18 settembre) — Resoconto             | RX1       | 6         | Jānis Baumanis    | ESMotorsport (Škoda Fabia)                    | 5'09"044     | 30           | 19           |
|      |                                                                 |           |           |                   |                                               |              |              |              |
| 5    | Benelux Euro RX of Spa-Francorchamps (9–10 ottobre) — Resoconto | RX1       | 13        | Andreas Bakkerud  | KRTZ Motorsport ACCR Czech Team (Škoda Fabia) | 3'16"833     | 30           | 18           |
| 5    | Benelux Euro RX of Spa-Francorchamps (9–10 ottobre) — Resoconto | RX3       | 95        | Yuri Belevskiy    | Volland Racing KFT (Audi A1)                  | 3'29"608     | 30           | 10           |
|      |                                                                 |           |           |                   |                                               |              |              |              |
| 6    | Cooper Tires Euro RX of Montalegre (16–17 ottobre) — Resoconto  | RX3       | 95        | Yuri Belevskiy    | Volland Racing KFT (Audi A1)                  | 3'29"608     | 30           | 14           |

## Classifiche

### Punteggio
|                | Posizione | Posizione | Posizione | Posizione | Posizione | Posizione | Posizione | Posizione | Posizione | Posizione | Posizione | Posizione | Posizione | Posizione | Posizione | Posizione |
| Turno          | 1º        | 2º        | 3º        | 4º        | 5º        | 6º        | 7º        | 8º        | 9º        | 10º       | 11º       | 12º       | 13º       | 14º       | 15º       | 16º       |
| -------------- | --------- | --------- | --------- | --------- | --------- | --------- | --------- | --------- | --------- | --------- | --------- | --------- | --------- | --------- | --------- | --------- |
| Qualificazioni | 16        | 15        | 14        | 13        | 12        | 11        | 10        | 9         | 8         | 7         | 6         | 5         | 4         | 3         | 2         | 1         |
| Semifinali     | 6         | 5         | 4         | 3         | 2         | 1         |           |           |           |           |           |           |           |           |           |           |
| Finale         | 8         | 5         | 4         | 3         | 2         | 1         |           |           |           |           |           |           |           |           |           |           |

- Su sfondo rosso i piloti che non si qualificano per il turno successivo.

### Classifica piloti RX1
| Pos. | Pilota                | SVE | FRA | LET | BEN | Punti |
| ---- | --------------------- | --- | --- | --- | --- | ----- |
| 1    | Andreas Bakkerud      | 3   | 4   | 7   | 1   | 90    |
| 2    | Fabien Pailler        | 8   | 6   | 2   | 2   | 86    |
| 3    | Jānis Baumanis        | 20  | 5   | 1   | 3   | 69    |
| 4    | Jonathan Pailler      | 5   | 9   | 10  | 4   | 60    |
| 5    | Andréa Dubourg        | 9   | 2   | 4   | 14  | 57    |
| 6    | René Münnich          | 10  | 1   |     | 8   | 53    |
| 7    | Tamás Kárai           | 4   | 3   | 13  | 5   | 52    |
| 8    | Thomas Bryntesson     | 1   |     | 8   |     | 46    |
| 9    | Jean-Baptiste Dubourg | 2   | 8   |     |     | 35    |
| 10   | CSUCSU                | 6   | 19  | 6   | 12  | 30    |
| 11   | Hans-Jøran Østreng    | 13  | 16  | 11  | 11  | 22    |
| 12   | Peter Hedström        |     |     | 3   |     | 21    |
| 13   | Anders Michalak       | 12  |     | 9   | 16  | 20    |
| 14   | Mandie August         | 14  | 10  | 17  | 10  | 20    |
| 15   | Sivert Svardal        | 17  | 5   | 11  | 17  | 18    |
| 16   | Romuald Delaunay      | 15  | 7   |     |     | 15    |
| 17   | Anton Marklund        | 7   |     |     |     | 15    |
| 18   | Marcin Gagacki        | 18  | 12  | 19  | 7   | 14    |
| 19   | Stéphane De Ganay     |     | 11  |     | 13  | 13    |
| 20   | Attila Mózer          |     | 14  | 12  | 15  | 12    |
| 21   | Dariusz Topolewski    | 19  | 24  | 18  | 9   | 11    |
| 22   | Paulius Pleskovas     | 24  | 20  | 16  | 6   | 10    |
| 23   | David Nordgård        | 11  |     |     |     | 9     |
| 24   | Emmanuel Anne         |     | 13  |     |     | 7     |
| 25   | Aleš Fučik            | 16  |     | 14  |     | 4     |
| 26   | Edijs Ošs             |     |     | 15  |     | 2     |
| 27   | Laurent Bouliou       |     | 15  |     |     | 2     |
| 28   | Patrick Guillerme     | 21  | 25  |     | 18  | 0     |
| 29   | David Meslier         |     |     | 18  |     | 0     |
| 30   | Benoît Fretin         |     |     | 21  |     | 0     |
| 31   | Per Eklund            |     | 22  |     |     | 0     |
| 32   | Anthony Pelfrene      |     |     | 22  |     | 0     |
| 33   | Pascal Lambec         | 23  | 23  |     |     | 0     |
| Pos. | Pilota                | SVE | FRA | LET | BEN | Punti |

| Colore  | Risultato                |
| ------- | ------------------------ |
| Oro     | Vincitore                |
| Argento | 2º posto                 |
| Bronzo  | 3º posto                 |
| Verde   | Finito a punti           |
| Blu     | Finito senza punti       |
| Blu     | Non classificato (NC)    |
| Viola   | Ritirato (Rit)           |
| Nero    | Squalificato (SQ)        |
| Nero    | Escluso (ES)             |
| Bianco  | Non ha gareggiato        |
| Bianco  | Iscrizione ritirata (WD) |
| Bianco  | Non partito (NP)         |
| Bianco  | Gara cancellata (C)      |

### Classifica piloti RX3
| Pos. | Pilota                  | BAR | SVE | FRA | BEN | POR | Punti |
| ---- | ----------------------- | --- | --- | --- | --- | --- | ----- |
| 1    | Yuri Belevskiy          | 1   | 1   | 2   | 1   | 1   | 147   |
| 2    | Kobe Pauwels            | 4   | 2   | 1   | 4   | 3   | 115   |
| 3    | Marat Knjazev           | 5   | 3   | 4   | 2   | 2   | 114   |
| 4    | Jan Černý               | 7   | 4   | 5   | 6   | 7   | 88    |
| 5    | Timur Šigabutdinov      | 2   | 7   | 3   |     | 6   | 72    |
| 6    | Damian Litwinowicz      | 6   | 6   | 15  | 3   | 4   | 72    |
| 7    | Radoslaw Raczkowski     | 9   | 14  | 8   | 10  |     | 36    |
| 8    | Zsolt Szíjj Jolly       | 3   | 17  | 7   |     |     | 33    |
| 9    | Janno Ligur             |     | 5   | 10  |     |     | 31    |
| 10   | Clément Picard          |     |     | 12  | 5   |     | 24    |
| 11   | Kasparas Navickas       | 8   | 9   |     |     |     | 24    |
| 12   | Jiří Šusta              | 10  | 13  | 9   | 7   |     | 21    |
| 13   | Nuno Araújo             |     |     |     |     | 5   | 16    |
| 14   | Maximilien Eveno        |     |     | 6   |     |     | 16    |
| 15   | Marcel Suchý            | 12  | 19  |     | 9   |     | 16    |
| 16   | João Ribeiro            |     |     |     |     | 8   | 15    |
| 17   | Espen Isaksætre         |     | 8   |     |     |     | 13    |
| 18   | Per Magne Egebø-Svardal |     | 21  |     | 8   |     | 11    |
| 19   | Marius Solberg Hansen   |     | 10  |     |     |     | 11    |
| 20   | Leonel Sampaio          |     |     |     |     | 9   | 10    |
| 21   | Joaquim Machado         |     |     |     |     | 10  | 9     |
| 22   | Sergio Dias             |     |     |     |     | 11  | 8     |
| 23   | Siim Saluri             | 11  |     |     |     |     | 8     |
| 24   | Jérémy Lambec           |     | 18  | 11  |     |     | 7     |
| 25   | Sebastian Høidalen      |     | 11  |     |     |     | 7     |
| 26   | Lukas Ney               | 13  | 20  | 14  |     |     | 7     |
| 27   | Martin Kjær             |     | 12  |     |     |     | 6     |
| 28   | Antonio Sousa           |     |     |     |     | 12  | 6     |
| 29   | Dylan Dufas             |     | 15  | 13  |     |     | 6     |
| 30   | Pedro Ribeiro           |     |     | NC  |     | 13  | 4     |
| 31   | Hélder Ribeiro          |     |     |     |     | 14  | 3     |
| 32   | Dominik Senegacnik      |     | 16  |     |     |     | 1     |
| 33   | Frédéric Moreau         |     |     | NC  |     |     | 0     |
| Pos. | Pilota                  | BAR | SVE | FRA | BEN | POR | Punti |

| Colore  | Risultato                |
| ------- | ------------------------ |
| Oro     | Vincitore                |
| Argento | 2º posto                 |
| Bronzo  | 3º posto                 |
| Verde   | Finito a punti           |
| Blu     | Finito senza punti       |
| Blu     | Non classificato (NC)    |
| Viola   | Ritirato (Rit)           |
| Nero    | Squalificato (SQ)        |
| Nero    | Escluso (ES)             |
| Bianco  | Non ha gareggiato        |
| Bianco  | Iscrizione ritirata (WD) |
| Bianco  | Non partito (NP)         |
| Bianco  | Gara cancellata (C)      |